# Ballycastle (Mayo)
Ballycastle (gaelico irlandese: Baile an Chaisil) è un piccolo villaggio irlandese posto sulla costa settentrionale del Mayo, al centro della piccola Baia di Bunatrahir e a breve distanza da Killala e Ballina, proprio all'ingresso della vasta area gaeltacht della propria contea.

## Descrizione
Composto da una popolazione quasi prettamente di pescatori, non è una meta turistica conosciutissima, ma è comunque spessa visitata da turisti e naturalisti per gli splendidi paesaggi sull'Oceano Atlantico e per la vicinanza del complesso megalitico dei Céide Fields e del selvaggio promontorio di Downpatrick Head. La poca fama la rende una località piuttosto isolata, selvaggia e tranquilla, che conserva un clima molto particolare sulla costa impervia e a tratti dominata da considerevoli scogliere specialmente nei giorni non soleggiati.
Ballycastle è situato lungo la Regional Road 314.
Il centro non va confuso con la ben più nota e grande Ballycastle nell'Irlanda del Nord.